# Douglas MacArthur
Douglas MacArthur (Little Rock, Arkansas, 26. siječnja 1880. – Washington D.C., 5. travnja 1964.) je bio američki general iz prvog svjetskog, drugog svjetskog i korejskog rata. Jedna od ključnih figura savezničke pobjede u drugom svjetskom ratu. Najodlikovaniji časnik u povijesti vojske SAD-a.

## Životopis
Kao sin generala Arthura MacArthura, aktivnog u američkom građanskom ratu, djetinstvo je proveo u garnizonima. Godine 1903. je završio vojnu akademiju West Point kao prvi u klasi. Samo dva pitomca u povijesti akademije imali su bolje rezultate i ocjene od njega. Sudjeluje u prvom svjetskom ratu u Francuskoj gdje postaje zapovjednik brigade. U međuratnom razdoblju načelnik je vojne akademije West Point, gdje modernizira program, 1922. – 1930. je na Filipinima gdje je zapovjednik američke vojske od 1926. – 1930., a 1925. godine postaje najmlađi general bojnik. Godine 1928. vodi američki olimpijski odbor na igrama u Amsterdamu. 
Godine 1930. postaje načelnikom glavnog stožera kopnene vojske, također najmlađi na toj dužnosti, te mu je privremeno dodijeljena četvrta generalska zvjezdica. Proveo je znatne reorganizacije u vojsci. 
Godine 1932. godine organizirao je i proveo kontroverznu akciju izbacivanja ratnih veterana prvog svjetskog rata iz baraka u Washingtonu, gdje su prosvjedovali protiv savezne vlade koja im navodno nije isplatila sva dugovanja. U akciji u kojoj je upotrijebljen i plin suzavac, poginulo je dvoje ljudi, a stotine su bile ozlijeđene. Godine 1935. Filipinima je dodijeljena polunezavisnost te je prvi predsjednik te zemlje, Manuel L. Quezon, zatražio od MacArthura da organizira filipinsku vojsku. MacArthuru služba u američkoj vojsci prestaje 1937. te postaje filipinskim feldmaršalom. Godine 1941. predsjednik Franklin D. Roosevelt ga reaktivira i postavlja za zapovjednika Američkih snaga na dalekom istoku smještenih u Manili. 
Po izbijanju Drugog svjetskog rata postaje savezničkim zapovjednikom na Filipinima. Pred nadolazećim japanskim snagama utaborio se na utvrđenom otoku Corregidor. Bez izgleda da ostvari pobjedu nad brojnijim Japancima, predsjednik Roosevelt mu naređuje da napusti svoje jedinice i povuče se u Australiju. MacArthur isprva odbija, ali je prisiljen ispoštovati naređenje. Svoje čuveno obećanje "Vratit ću se", koje je izjavio prilikom odlaska s Filipina, a američka promidžba koristila u promotivne svrhe, ponavljao je u svim svojim javnim govorima, te je postalo jedna od najslavnijih izjava u Drugom svjetskom ratu. U Australiji, isprva u Melbourneu, a potom u Brisbaneu, u koordinaciji s mornaričkim stožerom na Havajima, zapovjeda savezničkim snagama na pacifičkom ratištu. Postaje vrhovni zapovjednik savezničkih snaga u južnopacifičkoj zoni. 
Godine 1944. nakon savezničke pobjede u bitci za Filipine, vraća se u Manilu gdje postavlja svoj stožer odakle zapovjeda završnim akcijama protiv Japana. Iste godine senat mu dodjeljuje petu generalsku zvjezdicu, koja je osim njemu dodijeljena samo još generalima Georgeu Marshallu i Dwightu Eisenhoweru i Omaru Bradleyu. Bio je protivnik upotrebe atomske bombe protiv Japana. 
Godine 1945. na bojnom brodu USS Missouri, usidrenom u tokijskom zaljevu prima predaju japanskih vlasti. Od 1945. – 1950. kao okupacijski guverner Japana, jedan je od tvoraca poratnog japanskog ustava. Svojom autokratskom vladavinom postavio je temelje za kasniji spektakularni razvoj te zemlje. Osobno se založio da se u Japanu sačuva monarhija i funkcija cara kao simbola nacionalnog jedinstva. 
Po izbijanju korejskog rata 1950. godine Ujedinjeni narodi ga postavljaju za zapovjednika UN snaga u Koreji. Spektakularnim manevrom kod Inchona natjerao je sjevernokorejske snage u povlačenje do same kineske granice. Ponesen taštinom obećao je američkoj javnosti "pobjedu do Božića", no nakon sjevernokorejske protuofenzive ulazi u žestoki sukob s tadašnjim američkim predsjednikom Harryjem Trumanom, u vezi s politikom oko Kine, tj. oko nastavka rata u Koreji, nakon čega ga 1951. godine Truman smjenjuje sa svih dužnosti. 
Po povratku U SAD, prvi puta nakon 11 godina, doživljava trijumfalni doček, paradu na petoj aveniji u New Yorku i održava govor u senatu. Amerika ga slavi kao jednog od najvećih heroja, no kandidatura na predsjedničkim izborima 1952. godine propada mu nakon što se u javnosti sazna da je htio upotrijebiti atomsku bombu protiv Kine u korejskom ratu. Senat ga predlaže i za šestu generalsku zvjezdicu, što bi bila prva dodjela čina "generala svih armija" nakon Johna Pershinga no MacArthur u dva navrata to odbija. Povlači se iz javnosti i ostatak života provodi mirno u New Yorku. Godine 1961. savjetuje predsjedniku Kennedyju da se povuče iz Vijetnama. Napisao je autobiografiju "Reminiscences".
Douglas MacArthur je bio izuzetno sposoban, ali i egocentričan general. Američka historiografija ga slavi kao svojeg najvećeg vojskovođu u povijesti, a proglašavan je i "američkim Cezarom". Bez rezerve je isticao sebe i vlastite zasluge, dok je svoje podređene držao u anonimnosti. U povijest ulazi i kao pojava: isticao se svojom generalskom kapom, koja je bila kombinacija kape filipinskog maršala i američkog generala, te Ray-Ban naočalama.